# The Lightship
The Lightship is een Amerikaanse dramafilm uit 1985, geregisseerd door Jerzy Skolimowski. De film is gebaseerd op de roman Das Feuerschiff van Siegfried Lenz, die eerder verfilmd werd in 1963, als Duitse film met dezelfde titel. De film ging in première op het Filmfestival van Venetië op 1 september 1985.

## Verhaal
Het verhaal volgt de bemanning van een lichtschip, een drijvende vuurtoren onder leiding kapitein Miller. Op zee wordt het schip ingehaald door drie criminelen, een van hen is Caspary. Net wanneer ze denken dat het schip hun toevluchtsoord zal zijn, vechten de criminelen tegen de bemanning om de controle over het schip.

## Rolverdeling
| Acteur                | Personage      |
| --------------------- | -------------- |
| Robert Duvall         | Caspary        |
| Arliss Howard         | Eddie          |
| Klaus Maria Brandauer | Kapitän Miller |
| Badja Djola           | Nate           |
| William Forsythe      | Gen            |
| Tim Phillips          | Thorne         |
| Tom Bower             | Coop           |
| Michael Lyndon        | Alex           |
| Robert Costanzo       | Stomp          |

## Prijzen en nominaties
| Jaar | Prijs                    | Categorie                      | Genomineerde(n)   | Uitslag     |
| ---- | ------------------------ | ------------------------------ | ----------------- | ----------- |
| 1985 | Filmfestival van Venetië | Beste acteur (Ciak d'oro)      | Robert Duvall     | Gewonnen    |
| 1985 | Filmfestival van Venetië | Beste acteur (Pasinetti prijs) | Robert Duvall     | Gewonnen    |
| 1985 | Filmfestival van Venetië | Speciale juryprijs             | Jerzy Skolimowski | Gewonnen    |
| 1985 | Filmfestival van Venetië | Gouden Leeuw                   | Jerzy Skolimowski | Genomineerd |